# Gaudiy (企業)
株式会社Gaudiy（ガウディ、英: Gaudiy Inc.）は、ブロックチェーン技術をはじめとするWeb3を取り扱う日本のスタートアップ企業。

## 概要
ファンによる創作や応援から生まれる価値を評価・還元することで、コンテンツが単なる娯楽ではなく「人々の生活や自己実現を支える基盤」となる社会を目指している。

## 沿革
2022年にメタバース事業に2023年春をめどに参入することが報じられた。
2023年12月11日、米国ニューヨーク州にGaudiy US Inc.を設立。
2025年3月26日、メディアドゥが株式会社MyAnimeListの全保有株式を当社に譲渡することを決定。
同年5月8日、ソニーグループ、バンダイナムコホールディングスとの戦略的パートナーシップを開始。両社を引受先として総額100億円の資金調達を実施する。また、既存株主から保有株式を譲渡されたことにより、株式会社MyAnimeListの単独所有者となる